# Sport athlétique saint-séverin rugby
Pour les articles homonymes, voir Sass.
Maillots
Le Sport athlétique saint-séverin rugby est un club de rugby à XV basé dans la ville de Saint-Sever, dans les Landes.

## Histoire

### Création du club
Le Sport athlétique saint-séverin rugby est créé au début de l'année 1905 ; la formation du club de football-rugby est notamment officialisée via le périodique local de La Nouvelle Chalosse, dans son édition du 5 mars. L'entité œuvre dans la continuité du Vélo Club saint-séverin, créé en 1893.
Les activités de l'équipe de rugby cessent pendant la Première Guerre mondiale. Elles reprennent de 1921 à 1926, saison au terme laquelle le SASS est sacré champion de France de 3e division « Promotion ».
Après un nouvel arrêt, le club est définitivement actif à partir de 1928.

### Saint-Sever en première division
Battu par le CA Brive en demi-finale du championnat de France de deuxième division, le SA Saint-Sever accède toutefois à la première division en 1957.
Le club parvient ainsi à se maintenir pendant 12 saisons consécutives en première division, de 1957 à 1969. Durant ces années, le club se qualifie en seizièmes de finale du championnat en 1964, mais est battu par l'AS Béziers, futur finaliste de la compétition. Entre-temps, le SASS remporte le challenge de l’Espérance en 1958 en battant l’équipe du SC Graulhet en finale.
Le club a vu passer plusieurs internationaux, dont deux des plus grands noms du rugby français, René Crabos et Benoît Dauga. Mais seul l’arrière Roger Brethes a été sélectionné en équipe de France tandis qu'il portait encore les couleurs du club (en 1960 contre l'Argentine).

### Période moderne
En 2015-2016, il termine 10e de la poule 8 de Fédérale 3 et est relégué en Honneur régional pour la saison 2016-2017.
Le club achète en 2017 l'ancien bâtiment de la gare de Saint-Sever-Landes, sur l'ancienne ligne de Saint-Sever à Hagetmau, et y ouvre sa « Maison du rugby », dont l'inauguration s'est effectuée en mars 2018 par Bernard Laporte, président de la Fédération française de rugby.

## Palmarès

### Principaux titres
- Championnat de France de première division :
  - Seizième de finaliste (1) : 1964
- Championnat de France de 3e division :
  - Champion (1) : 1926[1]
- Championnat de France de Fédérale 2 :
  - Vice-champion (2) : 1991 et 2002
- Championnat du Comité Côte basque Landes réserve honneur :
  - Champion (1) : 2009
- Championnat de France réserve Honneur :
  - Champion (1) : 2009[1]
- Championnat Comité Côte basque-Landes Honneur :
  - Champion (1) : 2015

### Autres compétitions
- Challenge de l'Espérance :
  - Vainqueur (1) : 1958[1]
- Challenge de l'Essor :
  - Vainqueur (1) : 1995[1]
- Challenge de l'Espoir :
  - Vainqueur (1) : 2000[1]

## Identité visuelle

### Couleurs et maillots
Les couleurs du club sont le noir et le blanc.

### Logo

Évolution du logo

## Joueurs célèbres

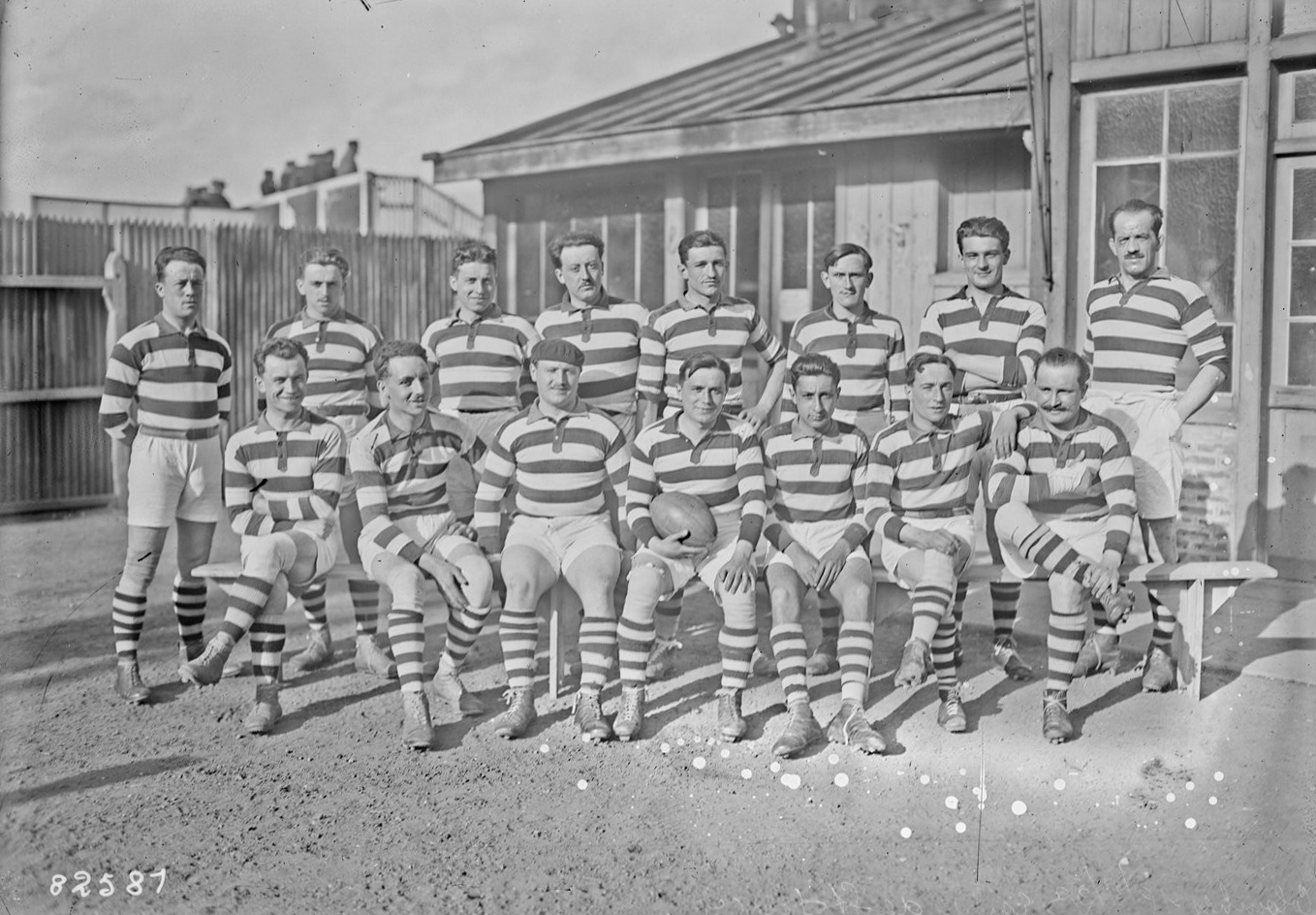
Photographie d'équipe du SA Saint-Sever en 4 1923.

- Roger Brethes
- Jean Capdouze
- Robert Carrère
- René Crabos
- Benoît Dauga
- David Darricarrère
- Lucas Tauzin